# Mahala Rai Banda
Mahala Rai Banda este o formație de muzicieni romi din București. Formația a fost înființată de violonistul și compozitorul Aurel Ioniță, care provine dintr-o familie de lăutari din Clejani și este înrudit cu mai mulți membri ai Tarafului Haiducilor. Stilul muzical este o combinație de ritmuri, de la muzică tradițională romani până la pop și Buddha Bar, într-o abordare modernă a elementelor clasice, un stil unic, numit balkan beat.

## Activitate muzicală

### Primul album
Mahala Rai Banda s-a lansat pe piața muzicală din România în 2004, cu albumul omonim. Producția și mixajul adițional au fost realizate de Shantel și Marcus Darius în Frankfurt. Mixajul a fost realizat in colaborare cu Aurel Ionita (liderul trupei) si Stéphane Karo. Acest prim album a fost lansat la cel mai mare târg de muzică din Europa, Festivalul WOMEX din Germania și a ocupat locul trei în topul World Music Charts Europe în anul 2004.
Cântecul „Mahalageasca” (atât în versiunea originală, cât și remixul lui Shantel) a apărut în lungmetrajul britanic-american Borat, precum și în alte câteva filme și campanii publicitare. 

### Al doilea album
Cel de-al doilea album al lui Mahala Rai Banda, Ghetto Blasters, a fost înregistrat în 2009 la Berlin și București. Albumul a fost produs, înregistrat și mixat de Henry Ernst și Marc Elsner. Albumul a fost lansat pe Asphalt Tango Records, în octombrie 2009. Albumul a urcat pe locul 2 în topurile World Music Charts Europe și a fost votat printre primele zece „Cele mai bune albume ale anului 2009” de revista Songlines.
Michael Church realizează o recenzie a albumului pentru The Independent, în care afirmă că muzică romă tradițională este readusă la viață în Clejani, de unde s-a format Taraful Haiducilor și în Zece Prăjini, de unde a pronit Fanfara Ciocârlia. Mahala Rai Banda este „o fuziune de talente din aceste două sate, cu sunete de trompetă și clarinet, cu voci încărcate de acea sălbăticie răscolitoare pe care am auzit-o prima dată de la Haiduci, și care conferă albumului o nouă semnificație.”

### Concerte
De la lansarea albumului de debut, Mahala Rai Banda a susținut peste 200 de concerte în 26 de țări și a participat la diferite festivaluri.
Piesele Mahala Rai Banda au fost remixate de formația jazz Nouvelle Vague, de Balkan Beat Box, Shantel și au aparut pe compilatii internationale precum Bucovina Club (Germania), Balkan Bangers and Gypsy Beats (Marea Britanie), Balearic Bisquits (Danemarca), Balkanology (Africa de Sud), Rough Guide to Eastern Europe (Marea Britanie), Rromanu Suno (Serbia), Balkan Beats (Germania), Barrio Latino (Franta), Bar Gypsy (SUA).
Au concertat în diferite țări, pe scene precum: Cosmopolite din Oslo, Adelaine Royal Theatre din Australia, Opera Garnier din Paris, Arts Center din Moscova, Opera din Viena, BBC Studio 6. De asemenea, au cântat în deschiderea unor concerte susținute de Lenny Kravitz, Scorpions, Mariah Carey, Jimmi Cliff.
În 2010, împreună cu Monica Anghel, au lansat albumul Lacrima de jar, care a cuprins14 melodii lăutarești pe muzica lui Ionel Tudor, Temistocle Popa, Aurel Ioniță si versurile Andreei Andrei si ale lui Aurel Ioniță.
Tot în 2010, membrii Mahala Rai Banda au organizat primul lor turneu nord-american, de la Atlanta, Minneapolis, Chicago la New York, Toronto și Montreal. Pe 26 septembrie au concertat în Central Park, în cadrul festivalului Black Sea Roma, organizat de Center for Traditional Music & Dance, World Music Institute și NY Gypsy Festival.
În octombrie 2019 au susținut cinci concerte în mai multe localități din Belgia, în cadrul Festivalului European de Artă Europalia România.

## Membri
- Aurel Ioniță (n. 28 aprilie 1967) – vioară
- Cătălin Gheorghe (n. 14 august 1989) – chitară
- Marian Tudor (n. 15 septembrie 1974) – chitară bas, contrabas
- Crețu Daniel Alexandru (n. 24 ianuarie 1981) – voce, clape, corzi
- Andy Ioniță – saxofon, clarinet
- Antonio Paizon – trombon
- Ciprian Partenie – trombon
- Cosmo – tarabană
- Sumanariu Robert – trompetă
- Vlad Niță – trompetă